# 27338 Malaraghavan
27338 Malaraghavan è un asteroide della fascia principale. Scoperto nel 2000, presenta un'orbita caratterizzata da un semiasse maggiore pari a 2,6799323 UA e da un'eccentricità di 0,1088482, inclinata di 9,82055° rispetto all'eclittica.